# Шпроты (консервы)
Шпро́ты в масле — консервы из копчёной рыбы. Приготавливаются из свежей или мороженой рыбы разных видов длиной 7—12 см.

## История
Копчение и засолку для хранения рыбы применяли издавна. Идея укладывать копченую рыбу в бочки и заливать маслом для длительного хранения появилась в XVIII веке. Консервные заводы стали появляться в Европе в последней трети XIX века, а первое упоминание о производстве шпротов в Риге относится к 1890 году. Этикетки продукта указывали на производителя: «Морис & Со», а также на то, что шпроты поставлялись в Санкт-Петербург к императорскому двору. Жестяные банки для шпротов изготавливались здесь же, в Риге, на фабрике купца Х. Бирманиса. Первоначально производство консервов велось вручную, включая запаивание банок, шпроты стоили дорого и считались деликатесом. В начале XX века фабрика Бирманиса начала выпускать аппараты для герметизации банок, что способствовало расширению производства консервов, в том числе оно началось и на самой этой фабрике, которую перекупил скандинав Арнольд Серенсен (Arnold Sørensen), а её эмблемой стала чайка с рыбкой в клюве, давшая название бренду «Кайя» (чайка на латышском).
В Советском Союзе производство шпротов стало массовым. На Балтике им в основном занимались рыболовецкие колхозы: нежную кильку нельзя было перевозить на большие расстояния без потери качества.
Первая редакция ГОСТа на шпроты была выпущена в 1955 году.
В 1970-е годы в Норвегии было автоматизировано копчение рыбы, что способствовало распространению рыбных производств по всему Советскому Союзу, закупившему норвежское оборудование. ГОСТы неоднократно менялись, а собственно шпроты были поделены на три категории: обыкновенные, большие и высшего качества. Было разрешено использовать для шпротов, помимо кильки, хамсу и мелкую тюльку, а также ловить рыбу не только зимой, но и летом. После распада СССР популярный продукт начали выпускать частные предприниматели, не слишком озабоченные соблюдением стандарта качества, и в торговле в 1993—1994 годах появилось множество некачественной продукции, подрывавшей репутацию шпротов. Бывший технолог Центрального проектно-конструкторского и технологического бюро Главного управления рыбной промышленности Западного бассейна («Запрыба»), после распада СССР — Инженерного центра «Лиедагс» Арнис Эклонс с группой коллег решили защитить бренд и создали ассоциацию «Рижские шпроты», разработавшую единый стандарт качества этого продукта. Латвийский патент на рижские шпроты был получен в 1995 году и с тех пор его представляли на международных выставках участники ассоциации единым фронтом под маркой «Рижские шпроты».

## Сырьё и особенности продукта
Возможные виды рыб: балтийская салака (сельдь), балтийская килька (черноморская килька, европейский шпрот), каспийская килька, беломорская и атлантическая сельдь, хамса (европейский анчоус). Из салаки длиной более 12 см. изготавливают «Крупные шпроты». Однако держатели качественного стандарта из объединения «Рижские шпроты» уверены, что для полного соответствия эталону годится только килька, причём выловленная в зимний период: с ноября по март. В это время естественной пищи кильки — планктона — в воде уже нет, рыба живёт на нагулянном за лето жире, соответственно, её кишечник пуст, что способствует сохранности готового продукта. Как утверждает технолог Людмила Сибилева, салака уступает кильке по вкусу, так как у неё другая структура мышц, делающая готовый продукт жёстче и суше.

## Технология изготовления
Кильку нанизывают на металлические прутки, которые располагаются на многоярусных стеллажах-тележках и отправляют в коптильную печь на 15 минут, где в дыму ольховых опилок рыба приобретает золотистый цвет. Затем прокопчённую кильку охлаждают, снимают с прутков, обрезают головы и хвосты, вручную укладывают в банки обязательно брюшком кверху, чтобы было видно, что продукт качественный, заливают маслом, солят и оставляют на 30 дней дозревать. При этом банки переворачивают, чтобы рыба со всех сторон пропиталась маслом и равномерно просолилась.
Банки закатывают и стерилизуют при 120 °C. Масса рыбы должна составлять не менее 70 % от общего чистого веса консервов. Срок хранения шпротов — 2.5 года, однако своих вкусовых качеств они не теряют до 10 лет.

## В культуре
- В городе Мамоново Калининградской области установлен памятник балтийским шпротам.